# Kisüsti lepárlás

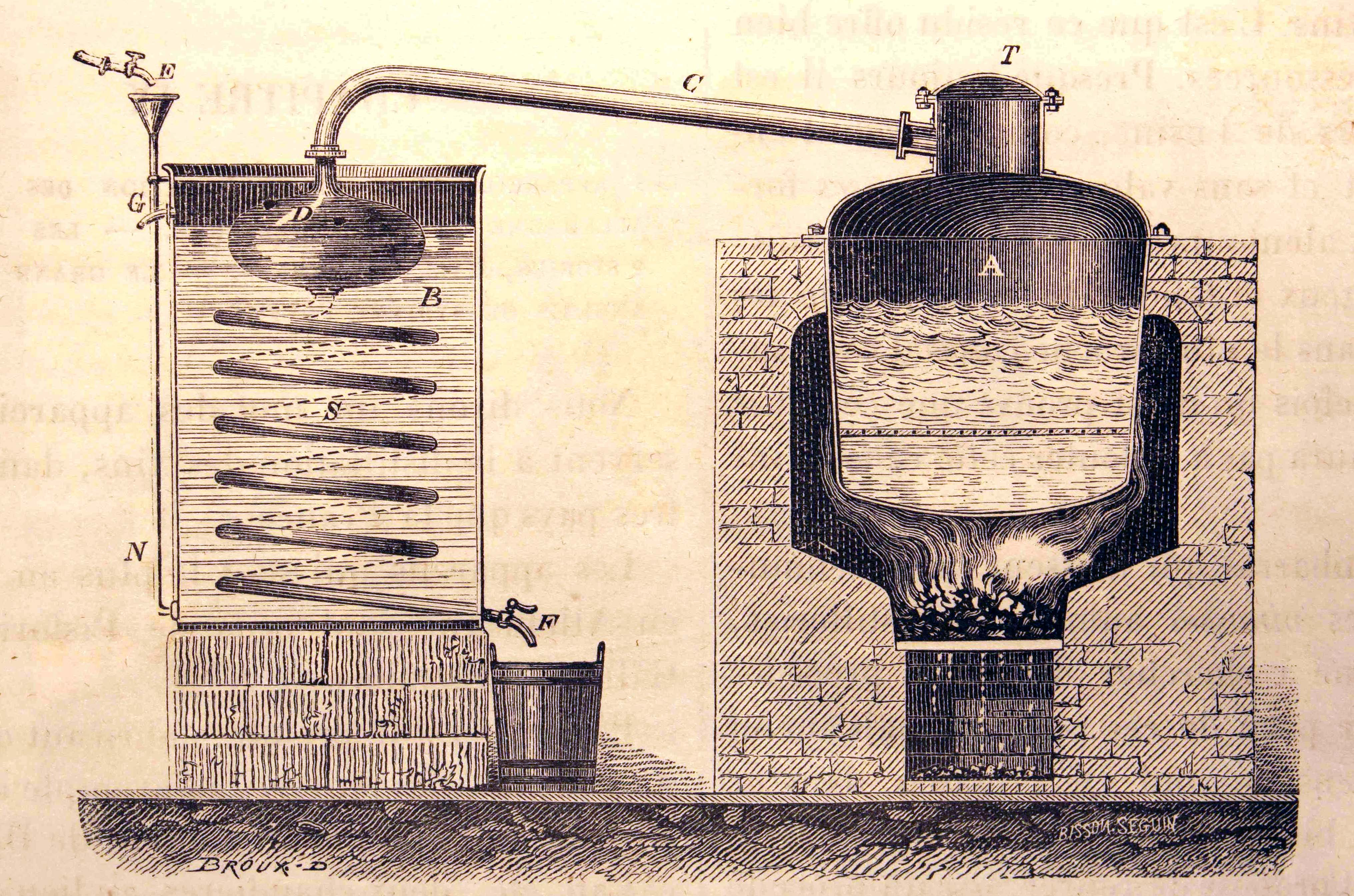
Kisüsti lepárló vázlata. Jobbra a kemencébe épített, duplafenekű lepárlóüst, balra a hűtővízbe mártott spirál.

A kisüsti lepárlás az égetett szeszek készítésének, azaz a szeszfőzésnek a legrégibb módszere, amely a hozzá használt, viszonylag kis méretű üstökről kapta a nevét. A kisüsti lepárlás fogalmát azonban ma már időnként olyan esetben is használják, amikor a működési elv azonos, a lepárlóüst azonban kimondottan nagy méretű (például a malátawhiskyk esetén).

## Működési elve
A kisüsti lepárlás során az első főzéskor a megerjesztett alapanyagot (vagy annak levét) egy zárható üstben lassan felforralják, az alkoholban és illóanyagokban gazdag gőzt egy cső segítségével elvezetik, majd a cső egy vízhűtéses szakaszában cseppfolyóssá kondenzálják és egy edényben összegyűjtik. A második főzéskor az így nyert, alszesznek nevezett párlatot egy (vagy több) újabb főzés alkalmával finomítják. Finomításkor egyrészt tovább növekszik az alkoholtartalom, másrészt pedig a lefolyó párlat elejéből és végéből bizonyos mennyiséget elválasztanak, így a kellemetlen ízű és szagú összetevők (például a kozmaolajok) arányát jelentősen csökkentik. Ezek aránya tovább csökken a párlat hűtveszűrésével, néhány hetes vagy hónapos pihentetésével vagy rövidebb-hosszabb fahordós érlelésével, mely utóbbi egyben további ízeket is ad a párlatnak.
A kisüsti lepárlás meghatározó jellemzői:
- mindegyik lepárlás szakaszos üzemű, tehát az üstbe előre betöltött mennyiséget párolják le
- a cefrefőzés és a szeszfinomítás külön főzések alkalmával történik
- az üsthöz nem csatlakozik finomítóoszlop vagy más, a rektifikálás elvén működő eszköz

Az egyéb szeszfőzési módszerek egy vagy több ponton is eltérhetnek a kisüsti lepárlástól:
- az üstök újratöltése helyett alkalmazhatnak folyamatos üzemű lepárlóoszlopot
- a cefrefőzés és a finomítás egyetlen főzés alkalmával is történhet, ha a rendszerhez finomítóoszlopot csatlakoztatnak
- a kisüsti módon készült alszeszt időnként utólag finomítják finomítóoszlopos rendszerrel.

Kisüsti lepárlásnál az erjesztett alapanyagnak gyakran csak a levét főzik (például a tequila, a borpárlat vagy a skót és ír malátawhisky esetén), de egyes párlatfajtáknál – például a törkölynél és gyakran a gyümölcspárlatoknál is – a teljes cefrét az üstbe helyezik. Ez főzés után a cefremoslék kitakarítását igényli és a szilárd részek odaégésével járhat, ezért az ilyen célra üzemeltetett üstök duplafenekűek vagy duplafalúak, tehát a fűtött felület és a cefre között egy vizet vagy olajat tartalmazó rekesz található, amely közvetve, egyenletes hőelosztással melegíti a cefrével érintkező felületet, és a hőmérséklete is könnyebben szabályozható.

## Története
A desztillációt egyszerű formában már a 3. századi görögök is ismerték, majd a 9. században az arab tudósok közt is elterjedt, de az ekkor használt készülékek még szeszfőzésre alkalmatlanok voltak. A vízhűtéses páracsővel ellátott szeszlepárlók a 12. századi Itáliában jelentek meg, de a mai, spirál alakú hűtővel szerelt formájuk csak a 19. század folyamán vált általánosan elterjedtté, amikor már az egymenetes és a folyamatos lepárlás is ismert volt. A kisüstök gyakran egésze, de legalább a kupolája és páracsöve vörösrézből készül, mert az katalizátorként javítja a szeszgőz minőségét. Az üstnek gyakran hagymára emlékeztető formája van, és nem ritkán ma is nyílt lánggal melegítik fel. A kisüsti lepárlás módszerét ma már leginkább csak sajátosan gazdag ízhatású minőségi párlatok készítésére, illetve magán- és bérfőzésben használják, mert nagyüzemi méretekben gazdaságosabb az egymenetes, illetve a folyamatos lepárlás alkalmazása.

## Kisüsti módszerrel előállított párlatok
A magyar pálinka készülhet kisüsti, egymenetes vagy akár folyamatos lepárlással is, a kisüsti pálinka azonban legfeljebb 1000 literes üstben, legalább kétszeri szakaszos lepárlással előállított pálinka lehet. A helyi eredetvédettségű pálinkák egy része, például a szatmári szilvapálinka vagy a szabolcsi almapálinka is csak kisüsti lehet, míg például az újfehértói meggypálinka akár folyamatos lepárlással is főzhető.
A cognac legfeljebb 3000 literes, hagyományos charentais-üstökben készülhet, pontosan két lepárlással.
A skót malátawhisky kizárólag kisüsti módon készülhet, de az üst méretét nem szabályozzák.  Az ír whiskytörvény nem határoz meg altípusokat, ennek ellenére az ír malátawhiskyk és az ír árpawhiskyk (single pot still whiskyk) gyártói is ugyanehhez a szabályhoz tartják magukat. Az így készült whiskyk nagyrészt tornyos finomítású gabonawhiskyvel keverve, azaz kevert whiskyben kerülnek forgalomba, tisztán palackozva többnyire csak hosszabb érleléssel, prémium whiskyként forgalmazzák őket.
A kisüsti lepárlás különleges felhasználási köre a fűszeres párlatok gyártása, melyek esetén az előre finomított alkoholt (gyakran finomszeszt) különböző fűszerek jelenlétében kisüstön párolják le újra, így a párlatban a fűszerek aromája lesz a meghatározó. Ilyenek például a gin, az abszint vagy az ouzo.